# Ulrich Schriewer
Ulrich Schriewer, né en 1949 à Haltern am See, est un sculpteur allemand.

## Biographie
À la recherche de nouvelles opportunités dans l'art, Schriewer découvre en 1976 le sable pour son expression artistique. Jusqu'en 1978, il met au point des méthodes pour en obtenir différentes formes et se fait une réputation régionale.
De 1989 à 1991, il développe des techniques lui permettant de faire de grandes sculptures. Dans les années suivantes, il attire l'attention des médias, multiplie les expositions en Allemagne et à l'étranger et gagne des prix pour ses grandes sculptures.

## Œuvre
Appelé le "père de l'art du sable", l'artiste crée des œuvres abstraites, qui mélangent le fluide et le solide. Les matériaux qu'il utilise le plus pour ses sculptures sont ainsi le sable et l'acier.
La réduction à l'essentiel est souvent à l'avant-garde dans ses œuvres. Le point de départ de son travail est toujours l'homme, s'inspirant de la Grèce antique et se basant sur les couleurs.

## Source de la traduction
- (de) Cet article est partiellement ou en totalité issu de l’article de Wikipédia en allemand intitulé « Ulrich Schriewer » (voir la liste des auteurs).